# Golden Kamuy
Golden Kamuy (ゴールデンカムイ Gōruden Kamui?) es una serie de manga escrita e ilustrada por Satoru Noda. El lenguaje Ainu en la trama está supervisado por Hiroishi Nakagawa, un lingüista de la universidad de Chiba. El manga ganó el noveno premio Taishō. Una adaptación al anime se estrenó en abril de 2018, producida por Geno Studio.

## Argumento
Saichi Sugimoto es un veterano de la Guerra Ruso-Japonesa de 1904, superviviente de la Colina 203 que se ha vuelto prospector en Hokaido para pagar una costosa operación de los ojos para la viuda de su compañero muerto en la guerra, Toraji. Ahí escucha la historia de un tesoro reunido por los miembros de la etnia Ainu para defenderse de la colonización japonesa de la isla, acumulado por un grupo criminal. Después de ser salvado por una niña ainu, llamada Asirpa, decide emprender con ella la búsqueda del tesoro, cuyo mapa se encuentra dividido en 24 partes, cada una de ellas tatuada en el torso de 24 criminales que se escaparon de una prisión, pero en el camino se da cuenta de que otros bandos conocen la historia del tesoro, entre ellos los miembros de  la séptima división del Ejército Imperial Japonés y un grupo de gánsteres liderados por Hijikata Toshizō, un superviviente del Shinsengumi, quienes se rebelaron contra la Restauración Meiji.

## Personajes
Saichi Sugimoto (杉元 佐一 Sugimoto Saichi?)
Voz de: Chikahiro Kobayashi
Un soldado desmovilizado que sobrevivió a la guerra ruso-japonesa en 1904. Sirvió en la 1ª División del Ejército Imperial Japonés y luchó en la batalla de la Colina 203. Se le temía por su estilo de lucha salvaje y su asombrosa dureza en el campo de batalla, y se le conocía como "Immortal Sugimoto". Decide ganar dinero para salvar a Umeko, la esposa discapacitada de su compañero fallecido Toraji.
Asirpa (en ainu: アシㇼパ)
Voz de: Haruka Shiraishi
Una chica ainu que está buscando al asesino de su padre. Salvó a Sugimoto de un oso salvaje accidentalmente y decide cooperar con él porque su padre fue víctima de los cazadores de oro ainu. Su nombre en japonés es Asuko Kochoube (小蝶辺 明日子 Kochōbe Asuko?).
Yoshitake Shiraishi (白石 由竹 Shiraishi Yoshitake?)
Voz de: Kentarō Itō
Uno de los prisioneros con tatuaje, conocido como un maestro escapista. Inicialmente es capturado por Sugimoto y más tarde acepta una tregua después de que necesitan la ayuda del otro para sobrevivir al frío amargo después de caer en un río.
"Noppera-bo" (のっぺら坊 Nopperabō?, "No Face")
Fue un prisionero conocido sólo como "Noppera-bo" ("Sin rostro"), asesinó a los ainu que conocían la ubicación del oro, y luego lo escondió. Noppera-bo pintó un mapa parcial en la espalda de 24 prisioneros en forma de tatuaje. Su nombre actual es Wilk, y es el padre biológico de Asirpa. Es un ainu ruso de ascendencia polaca. Su objetivo final para el oro es usarlo para iniciar una revolución ainu contra el gobierno japonés, con su hija como líder.
Lugarteniente Tsurumi (鶴見 中尉 Tsurumi-chūi?)
Voz de: Hōchū Ōtsuka
Oficial de la 7ª División del Ejército Imperial Japonés que busca el oro oculto ainu y así poder separar a Hokkaido de Japón para convertirlo en un país independiente dirigido por una dictadura militar, con él como líder. Su cara superior está cubierta con una placa de metal debido a una herida en la cabeza que sufrió por un bombardeo de artillería durante la guerra ruso-japonesa, y ahora como secuela sufre de un daño cerebral severo, incluyendo cambios de humor y estallidos repentinos de violencia. Tiene un fuerte odio contra el gobierno japonés porque no sacó ninguna remuneración del Imperio Ruso después de la guerra y abandonó a sus soldados.
Hyakunosuke Ogata (尾形 百之助 Ogata Hyakunosuke?)
Voz de: Kenjirō Tsuda
Es un ex-Cabo de la 7ª División bajo las órdenes de Tsurumi pero que desertó luego de traicionarlo. También persigue el oro Ainu.
Genjirō Tanigaki (谷垣 源次郎 Tanigaki Genjirō?)
Voz de: Yoshimasa Hosoya
Soldado de Primera de la 7ª División. Un joven serio y sincero. Conocido como un antiguo cazador Matagi, un certero tirador de armas de fuego, e incluso en las montañas de Hokkaido que no es familiar, utiliza su sabiduría, tecnología y experiencia. Después de una estadía prolongada en un kotan ( pueblo ainu ) para recuperarse de una lesión, se une al grupo de Sugimoto para cumplir la promesa que le hizo a la abuela de Asirpa de llevar a Asirpa a casa a salvo. Más adelante desarrolla una relación amorosa con Inkarmat, una adivina ainu.
Hajime Tsukishima (月島 基 Tsukishima Hajime?)
Voz de: Eiji Takemoto
Soldado de la 7ª División bajo las órdenes de Tsurumi. Compañero de Nikaidou Kōhei.
Kōhei Nikaidō (二階堂 浩平 Nikaidō Kōhei?)
Voz de: Tomokazu Sugita
Soldado de la 7ª División bajo las órdenes de Tsurumi. Hermano Nikaidou Youhei que fue asesinado por Sugimoto, motivo por el cual busca venganza.
Toshizō Hijikata (土方 歳三 Hijikata Toshizō?)
Voz de: Jouji Nakata
Un ex samurái que luchó contra el derrocamiento del Shogunato Tokugawa y se cree que lleva décadas muerto. Escapó de la cárcel junto a 24 presos con tatuajes en la espalda y formó un grupo para buscar el oro ainu escondido. Planea robar el oro para financiar la secesión de Hokkaido del resto de Japón, así como para financiar el esfuerzo bélico de la inevitable guerra civil, con el objetivo final de crear una segunda República de Ezo.
Shinpachi Nagakura (永倉 新八 Nagakura Shinpachi?)
Voz de: Takayuki Sugō
Excapitán de la segunda tropa del Shinsengumi. Se unió al grupo de Hijikata en la búsqueda del oro Ainu.
Tatsuuma Ushiyama (牛山 辰馬 Ushiyama Tatsuuma?)
Voz de: Kenji Nomura
Uno de los 24 prisioneros tatuados. Se enfrentó a Hijikata Toshizou, pero luego se unió a su grupo en la búsqueda del oro Ainu.
Kiroranke (en ainu: キロランケ)
Voz de: Masaki Terasoma
Hombre de la tribu Ainu y viejo amigo del padre de Asirpa Su verdadera identidad es Yulbars (en ruso : Юлбарс ), un tártaro partidario de la revolución rusa.

## Contenido de la obra

### Manga
Golden Kamuy está escrito e ilustrado por Satoru Noda. Comenzó a publicarse en la revista Weekly Young Jump de Shūeisha el 21 de agosto de 2014. En mayo de 2021, se anunció que el manga entró en su clímax. La serie se ha recopilado en 31 volúmenes de tankōbon a julio de 2022. Viz Media anunció que obtuvieron la licencia del manga en la New York Comic Con de 2016, y han estado lanzando volúmenes en Norteamérica desde junio de 2017.

#### Lista de volúmenes
| Volúmenes de manga publicados | Volúmenes de manga publicados | Volúmenes de manga publicados                                    |
| Número                        | Fecha de lanzamiento          | ISBN                                                             |
| ----------------------------- | ----------------------------- | ---------------------------------------------------------------- |
| 1                             | 19 de enero de 2015           | ISBN 978-4-08-890082-7                                           |
| 2                             | 19 de febrero de 2015         | ISBN 978-4-08-890105-3                                           |
| 3                             | 19 de mayo de 2015            | ISBN 978-4-08-890192-3                                           |
| 4                             | 19 de agosto de 2015          | ISBN 978-4-08-890240-1                                           |
| 5                             | 18 de diciembre de 2015       | ISBN 978-4-08-890325-5                                           |
| 6                             | 18 de marzo de 2016           | ISBN 978-4-08-890372-9                                           |
| 7                             | 19 de abril de 2016           | ISBN 978-4-08-890451-1                                           |
| 8                             | 19 de agosto de 2016          | ISBN 978-4-08-890493-1                                           |
| 9                             | 18 de noviembre de 2016       | ISBN 978-4-08-890554-9                                           |
| 10                            | 17 de marzo de 2017           | ISBN 978-4-08-890589-1                                           |
| 11                            | 18 de agosto de 2017          | ISBN 978-4-08-890639-3                                           |
| 12                            | 19 de diciembre de 2017       | ISBN 978-4-08-890779-6                                           |
| 13                            | 19 de marzo de 2018           | ISBN 978-4-08-890888-5                                           |
| 14                            | 19 de junio de 2018           | ISBN 978-4-08-891048-2                                           |
| 15                            | 19 de septiembre de 2018      | ISBN 978-4-08-891098-7 ISBN 978-4-08-908315-4 (Edición limitada) |
| 16                            | 19 de diciembre de 2018       | ISBN 978-4-08-891176-2                                           |
| 17                            | 19 de marzo de 2019           | ISBN 978-4-08-891229-5                                           |
| 18                            | 19 de junio de 2019           | ISBN 978-4-08-891334-6                                           |
| 19                            | 19 de septiembre de 2019      | ISBN 978-4-08-891368-1 ISBN 978-4-08-908315-4 (Edición limitada) |
| 20                            | 19 de diciembre de 2019       | ISBN 978-4-08-891437-4                                           |
| 21                            | 19 de marzo de 2020           | ISBN 978-4-08-891501-2                                           |
| 22                            | 19 de junio de 2020           | ISBN 978-4-08-891582-1                                           |
| 23                            | 18 de septiembre de 2020      | ISBN 978-4-08-891704-7 ISBN 978-4-08-908375-8 (Edición limitada) |
| 24                            | 18 de diciembre de 2020       | ISBN 978-4-08-891737-5                                           |
| 25                            | 18 de marzo de 2021           | ISBN 978-4-08-891813-6                                           |
| 26                            | 18 de junio de 2021           | ISBN 978-4-08-892011-5                                           |
| 27                            | 17 de septiembre de 2021      | ISBN 978-4-08-892074-0                                           |
| 28                            | 17 de diciembre de 2021       | ISBN 978-4-08-892162-4                                           |
| 29                            | 19 de abril de 2022           | ISBN 978-4-08-892243-0                                           |
| 30                            | 17 de junio de 2022           | ISBN 978-4-08-892294-2                                           |
| 31                            | 19 de julio de 2022           | ISBN 978-4-08-892370-3                                           |

### Anime
La adaptación de la serie al anime es producida por Geno Studio. Está dirigida por Hitoshi Nanba y escrita por Noboru Takagi, con música de Kenichirō Suehiro, dirección de arte de Atsushi Morikawa y dirección CG de Yuuko Okumura y Yasutaka Hamada. Kenichi Ohnuki está adaptando los diseños de personajes para la animación, mientras que Koji Watanabe diseña armas de fuego, Shinya Anasuma diseña los accesorios y Ryō Sumiyoshi diseña los animales. El tema de apertura de la serie, "Winding Road", es interpretado por Man with a Mission, y el tema de cierre, "Hibana", es interpretado por The Sixth Lie. Al igual que con el manga, Hiroshi Nakagawa, un lingüista en lengua ainu de la Universidad de Chiba, trabaja en el anime como supervisor de la lengua ainu.
El anime se anunció en julio de 2017 en la Weekly Young Jump, y se emitió durante doce episodios desde el 9 de abril al 25 de junio de 2018 en Tokyo MX, ytv, STV y BS11. Golden Dōga Gekijō, una serie de cortos animados de 25 segundos basados en extras incluidos en los volúmenes del manga Golden Kamuy, está dirigida por Kenshirō Morii y producida por DMM.futureworks y W-Toon Studio. Se estrenó online el 16 de abril de 2018.
Al final de la transmisión de la primera temporada, se anunció y transmitió una segunda temporada del 8 de octubre al 24 de diciembre de 2018 durante 12 episodios. El tema de apertura de la segunda temporada, "Reimei", es interpretado por Sayuri y My First Story, y el tema de cierre, "Tokeidai no Kane" es interpretado por Eastern Youth.
El 7 de julio de 2019 se anunció que la serie recibiría una tercera temporada. El 13 de marzo de 2020, se anunció que la tercera temporada se estrenaría en octubre de 2020. La temporada se emitió del 5 de octubre al 21 de diciembre de 2020 durante 12 episodios. El tema de apertura de la tercera temporada, "Gray", es interpretado por Fomare, y el tema de cierre "Yūsetsu", es interpretado por The Sixth Lie.
El 5 de diciembre de 2021 se anunció que la serie recibirá una cuarta temporada. Brain's Base está produciendo la temporada, reemplazando a Geno Studio. Shizutaka Sugahara se desempeña como director en jefe y Takumi Yamakawa está diseñando los personajes. Noboru Takagi vuelve a escribir los guiones. Se estrenará el 3 de octubre de 2022. El 7 de noviembre de 2022, se anunció la suspensión de la emisión de la cuarta temporada indefinidamente, debido al fallecimiento de uno de los miembros clave de la producción, lo que retrasa también el lanzamiento de los paquetes Blu-ray/DVD del proyecto. La cuarta temporada reanudó su emisión desde el primer episodio en abril de 2023. Se anunció que la cuarta temporada volvería a emitirse desde el primer episodio a partir del 3 de abril de 2023.
El 26 de junio de 2023, después de la conclusión de la cuarta temporada, se anunció que se produciría una temporada final que adaptaría el arco final del manga. Su estreno está previsto para enero de 2026, con una película prólogo de dos partes, titulada Golden Kamuy: Sapporo Beer Kōjō-hen, que se estrenará en cines en Japón el 10 y el 31 de octubre de 2025.
La primera temporada de la serie se lanzó en tres volúmenes de DVD y Blu-ray en Japón, a partir de julio de 2018; originalmente se había planeado lanzarlos a partir de junio, pero se retrasaron un mes para permitir mejoras en el metraje en comparación con la versión de transmisión por televisión. Los volúmenes de videos caseros japoneses incluyen los cortos de Youtube de Golden Dōga Gekijō , incluidos los episodios que son exclusivos. Una OVA basada en el arco "Barato" del manga fue lanzada en DVD en un paquete con el volumen número 15 en japonés del manga el 19 de septiembre de 2018. Se lanzó un segundo OVA con el volumen número 17 en japonés del manga el 19 de marzo de 2019. Un tercer OVA basado en el arco "Monster" del manga fue lanzado con el volumen 19 en japonés del manga el 19 de septiembre de 2019. Un cuarto OVA basado en el arco "Shiton Animal Record" del manga se incluyó con el volumen 23 del manga el 18 de septiembre de 2020.
La serie de televisión se transmite simultáneamente en Crunchyroll, y un doblaje en inglés comenzó a transmitirse en Funimation a partir del 30 de abril de 2018. Crunchyroll transmitió la tercera temporada en América del Norte, América Central, América del Sur, Europa, África, Oceanía, Oriente Medio y la Comunidad de Estados Independientes. Funimation transmitió la tercera temporada con un doblaje en inglés más tarde.